# 1240.
◄ | 12. stoljeće | 13. stoljeće | 14. stoljeće | ►
◄ | 1210-ih | 1220-ih | 1230-ih | 1240-ih | 1250-ih | 1260-ih | 1270-ih | ►
◄◄ | ◄ | 1237. | 1238. | 1239. | 1240. | 1241. | 1242. | 1243. | ► | ►►
Arhitektura • Astronomija • Glazba • Knjige • Književnost • Kršćanstvo • Medicina • Pravo • Promet • Znanost

## Događaji
- 6. prosinca – Konjica na čelu s Batu-kanom, unukom mongolskog vladara Džingis-kana, zauzela je Kijev, potpuno ga razorila i pokorila južnu rusku kneževinu. Prije toga osvojili su carstvo Volga-Bugari, kneževine Rjasan, Moskva i Vladimir.

## Vanjske poveznice
|  | Zajednički poslužitelj ima još gradiva o temi 1240. |